# Álvaro Alejandro Mello
Álvaro Alejandro Mello (Montevideo, Uruguay, 13 de mayo de 1979) es un futbolista uruguayo. Juega como delantero

## Clubes
| Club                   | País           | Año         |
| ---------------------- | -------------- | ----------- |
| Nacional               | Uruguay        | 1999 - 2001 |
| River Plate            | Uruguay        | 2001 - 2002 |
| Nacional               | Uruguay        | 2003 - 2004 |
| Tacuarembó             | Uruguay        | 2004        |
| Olimpo                 | Argentina      | 2004 - 2005 |
| Rentistas              | Uruguay        | 2005 - 2006 |
| River Plate            | Uruguay        | 2006 - 2007 |
| Atlético Bucaramanga   | Colombia       | 2007        |
| FC Chernomorets Odessa | Ucrania        | 2008 - 2010 |
| Cerro                  | Uruguay        | 2010        |
| Sportivo Luqueño       | Paraguay       | 2011        |
| Danubio                | Uruguay        | 2011 - 2012 |
| 1860 Múnich            | Alemania       | 2012 - 2013 |
| Toronto                | Estados Unidos | 2013        |
| El Tanque Sisley       | Uruguay        | 2013 - 2014 |
| Villa Teresa           | Uruguay        | 2014        |
| Deportivo Maldonado    | Uruguay        | 2015 - 2016 |